# Autumn Leaves: The Rebellion of Tides
Autumn Leaves: The Rebellion of Tides är det andra studioalbumet med det norska black metal-bandet Dismal Euphony. Albumet gavs ut 1997 av skivbolaget Napalm Records.

## Låtlista
1. "An Autumn Leaf in the Circles of Time" (Kristoffer Austrheim) – 7:21
2. "Simply Dead" (Austrheim/Ole Helgesen) – 2:56
3. "A Thousand Rivers" (Helgesen/Austrheim) – 3:50
4. "Mistress Tears" (Austrheim) – 5:37
5. "Carven" (Keltziva/Elin Overskott/Austrheim/Helgesen) – 4:43
6. "Spire" (Austrheim) – 1:43
7. "In Rememberance of a Shroud" (Austrheim) – 4:15
8. "Splendid Horror" (Austrheim/Helgesen/Frode Clausen) – 3:59

## Medverkande
Musiker (Dismal Euphony-medlemmar)
- Ole (Ole Helgesen) – sång, basgitarr
- Austrheim (Kristoffer Austrheim) – trummor
- Keltziva (Linn Achre Tveit) – sång
- Elin (Elin Overskott) – keyboard, piano
- Kenneth Bergsagel – gitarr
- Frode Clausen – gitarr

Produktion
- Terje Refsnes – producent, ljudtekniker, ljudmix, mastering
- Vibeke Tveiten – omslagsdesign, omslagskonst